# Simon Montagu

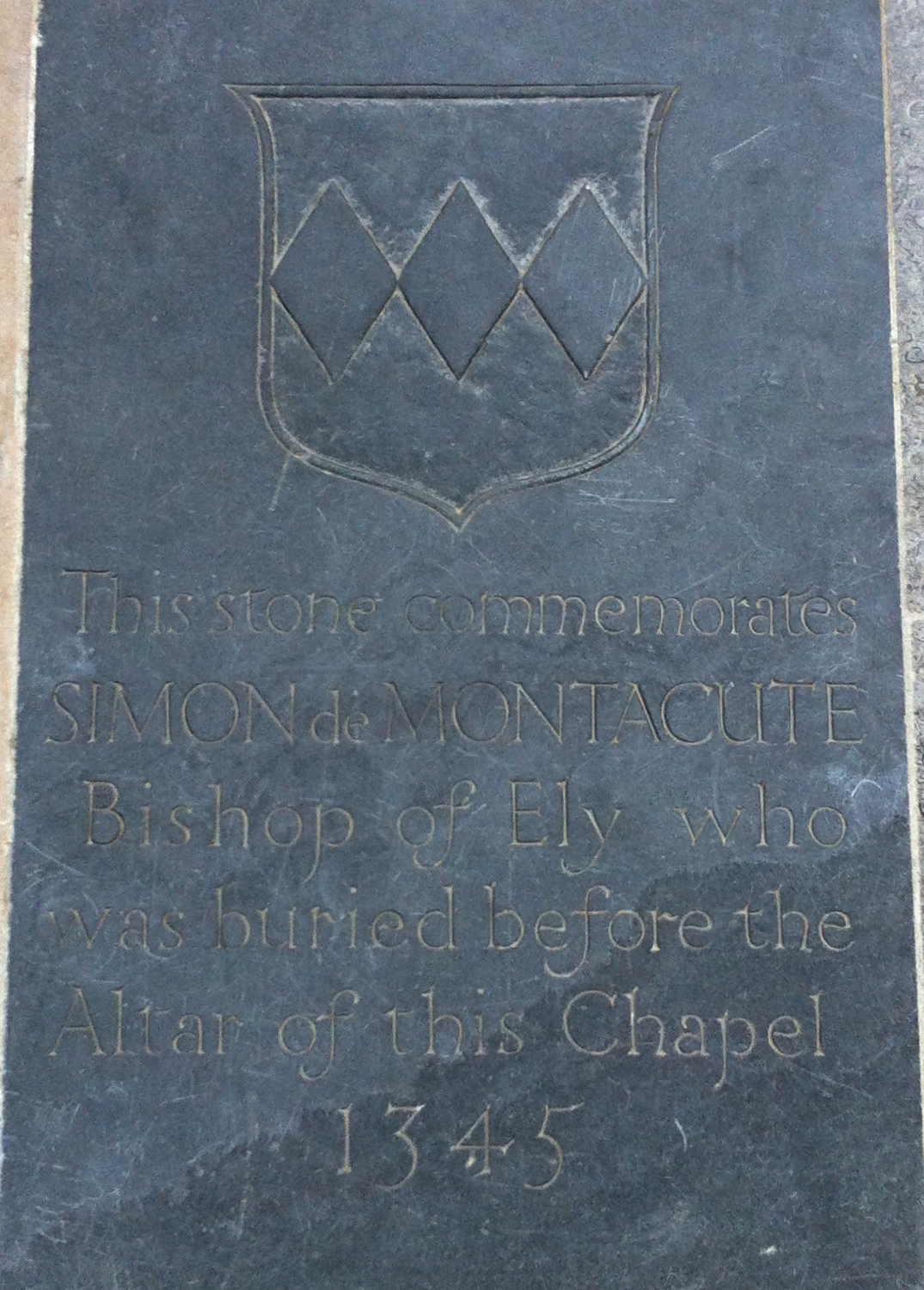
Gedenkstein für Simon Montagu in der Kathedrale von Ely

Simon Montagu (auch Montacute) (* unsicher: 1304; † 20. Juni 1345) war ein englischer Geistlicher. Ab 1333 war er Bischof von Worcester, ab 1337 Bischof von Ely.

## Herkunft und Aufstieg als Geistlicher
Simon Montagu war der zweite Sohn von William Montagu, 2. Baron Montagu († 1319) und dessen Frau Elizabeth de Montfort († 1354). Während sein älterer Bruder William Montagu zum Erben seines Vaters wurde, wurde Simon für eine geistliche Karriere vorgesehen. Im November 1318 studierte er in Oxford, und da er zu diesem Zeitpunkt noch keine 15 Jahre alt war, musste er einen päpstlichen Dispens beantragen. Sein Vater war ein loyaler Unterstützer von König Eduard II., und bereits am 15. Oktober 1317 erhielt Montagu dank der Unterstützung des Königs eine Pfründe am York Minster. Montagu machte einen Abschluss als Master und trat vor 1329 als Beamter in den Dienst des Königs. Zwar scheiterte zwischen 1329 und 1332 der Versuch, ihm das einträgliche Amt des Archidiakons von Wells zu verschaffen, doch 1330 erhielt er weitere Pfründen in Salisbury und Exeter, und vor 1332 wurde er zum Päpstlichen Kaplan ernannt. Sein älterer Bruder William war ein enger Unterstützer des jungen Königs Eduard III., und durch den Einfluss des Königs erhielt Montagu vor März 1332 eine weitere Pfründe an der Kathedrale von Lincoln und am 15. Juli 1332 das Amt des Archidiakons von Canterbury. Nachdem Bischof John Stratford im November 1333 als Bischof von Winchester als Erzbischof nach Canterbury gewechselt war, versuchte der König sogar, Montagu zum Bischof der reichen Diözese Winchester wählen zu lassen. Dies scheiterte jedoch am Einspruch von Papst Johannes XXII., der Adam Orleton, den bisherigen Bischof von Worcester zum Bischof von Winchester ernannte. Letztlich wurde Montagu nun am 11. Dezember 1333 zum Bischof der nun vakanten Diözese Worcester ernannt. Am 15. März 1334 wurden ihm die Temporalien übertragen, und am 8. Mai wurde Montagu von Bischof Henry Burghersh von Lincoln in Thame Abbey zum Bischof geweiht.

## Bischof von Worcester
Montagu trat erst am 25. September 1334 sein Amt als Bischof in Worcester an, doch danach verließ er seine Diözese nur selten. Im Mai 1336 und im März 1337 nahm er an den Parlamenten teil, doch in seiner Diözese nahm er seine Aufgaben offenbar gewissenhaft wahr. Zehnmal nahm er Priesterweihen vor, und von 1335 bis 1336 führte er eine gründliche Visitation seiner Diözese durch, während der er zahlreiche Predigten hielt. Er unterstützte den Neubau der Kathedrale von Worcester, und dem Kathedralpriorat übergab er wieder das Gut von Crowle Syward in Worcestershire. Auch sonst schien er ein gutes Verhältnis zu den Mönchen gehabt zu haben, die ihn zu ihrem Mitbruder ernannten. Zu seinem Haushalt gehörten eine Reihe fähige Beamte.

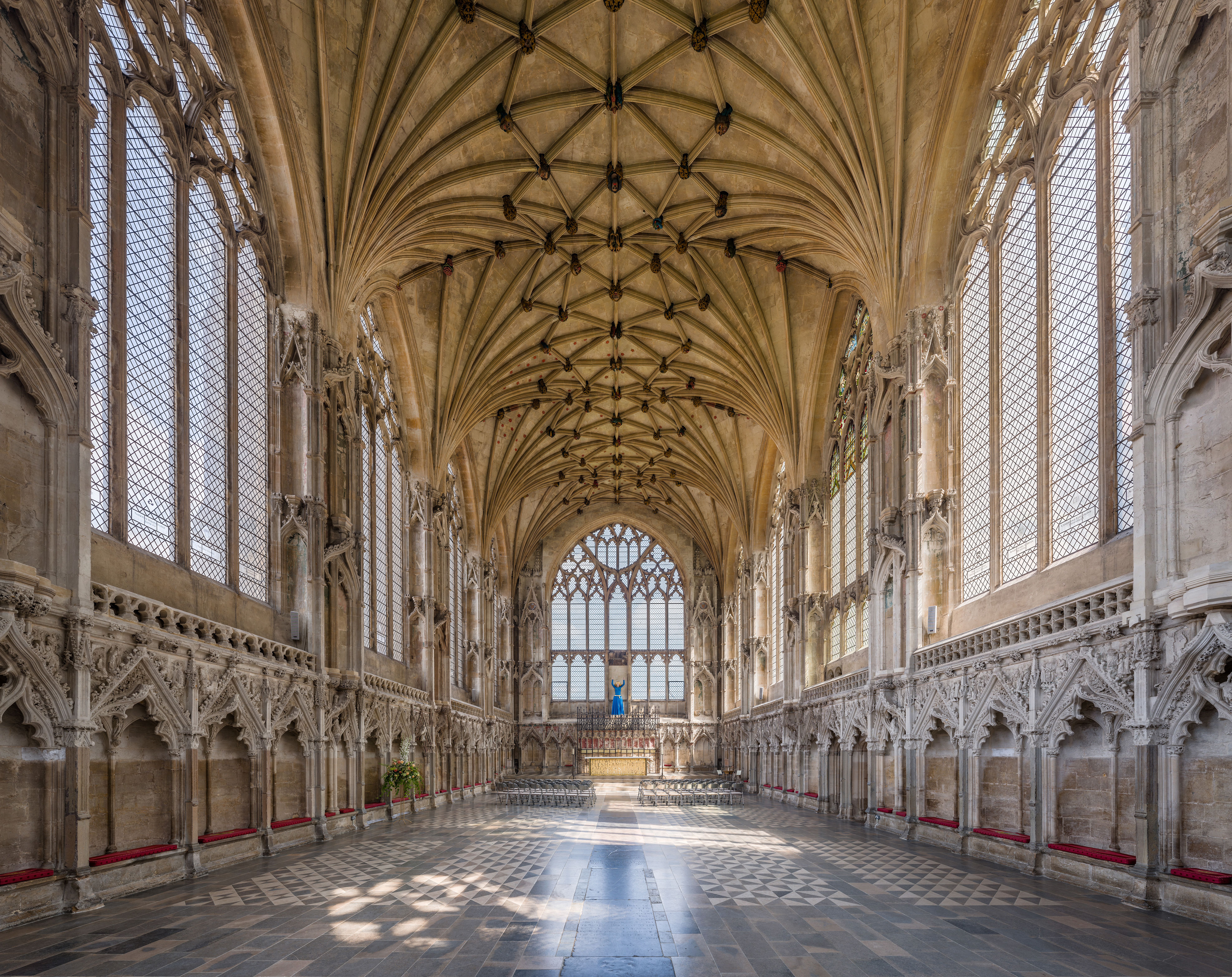
Die Lady Chapel der Kathedrale von Ely, die mit während der Amtszeit von Simon Montagu entstand

## Bischof von Ely
Bereits am 14. März 1337 wurde Montagu von Papst Benedikt XII. zum Bischof der reichen Diözese Ely ernannt. Dabei überging der Papst die Mönche des Kathedralpriorats von Ely, die am 12. März ihren Prior John Crauden zum Nachfolger des verstorbenen Bischof John Hotham gewählt hatten. Am 11. Juni wurden Montagu die Temporalien der Diözese Ely übergeben, und wenig später übernahm er sein neues Amt. Als Bischof von Ely war er häufiger politisch aktiv. 1339, 1340 und 1343 nahm er an den Parlamenten teil, und von 1340 bis 1341 unterstützte er Erzbischof Stratford, als dieser die Rechte der Kirche gegenüber dem König verteidigte, wobei Montagu jedoch wohl nicht ernsthaft in Opposition zu König Eduard III. stand. Auch in Ely kümmerte sich Montagu gewissenhaft um die Verwaltung seiner Diözese. Mehrere seiner Beamten waren ihm von Worcester nach Ely gefolgt, und wie in Worcester genoss er auch in Ely hohes Ansehen bei den Mönchen des Kathedralkapitels. Teils nach dem Vorbild von Merton College in Oxford erließ er für Peterhouse in Cambridge Regeln, und für den Bau der Lady Chapel der Kathedrale von Ely spendete er erhebliche Summen. Er wurde vor dem Altar der Lady Chapel beigesetzt.